# Mansfield Town
Mansfield Town ist ein Fußballverein aus Mansfield in Nottinghamshire, England. Der Club trägt seine Heimspiele im One Call Stadium aus und hat die Spitznamen The Stags (deutsch die Hirsche), The Amber (deutsch die Gelben).

## Geschichte
1897 wurde der Verein unter dem Namen Mansfield Wesleyans, nach der Wesleyan Kirche in Mansfield, gegründet. 1910 erfolgte dann die Umbenennung in Mansfield Town sowie der Umzug ins Stadion Field Mill, einem der ältesten Fußballstadien der Welt.
Nach mehreren Versuchen wurde der Verein zur Saison 1931/32 in die Football League aufgenommen, mit dem Titelgewinn der Division Four in der Saison 1974/75 und dem damit verbundenen Aufstieg in die dritte Liga feierte der Verein einen seiner größten Erfolge, zu denen auch der Gewinn der Freight Rover Trophy 1987 zählt. Das Finale dieses Pokals war Mansfields einziges Spiel im Londoner Wembley-Stadion, man schlug Bristol City mit 5:4 im Elfmeterschießen. In der Saison 1977/78 konnte der Verein für das einzige Jahr in seiner bisherigen Geschichte sogar zweitklassig spielen, der direkte Wiederabstieg ließ sich allerdings nicht vermeiden.
1991 erfolgte dann der Abstieg zurück in die vierte Spielklasse, im Jahre 2002 gelang mit dem Aufstieg in die Division Two noch einmal die Rückkehr in die dritthöchste englische Spielklasse, da man die Saison nur als 23. beenden konnte, musste Mansfield allerdings den sofortigen Gang in die Division Three antreten. Am Ende der Spielzeit 2007/08 sorgte ein weiterer Abstieg dafür, dass Mansfield Town nach 77 Jahren ununterbrochener Zugehörigkeit zum Spielbetrieb der Football League erstmals in der fünftklassigen Conference National antreten musste.
Nach fünf Jahren in der fünften Liga, gewann der Verein in der Saison 2012/13 die Meisterschaft in der Conference National und schaffte damit die Rückkehr in die Football League. In der EFL League Two 2023/24 erreichte Mansfield Town als Tabellendritter den direkten Aufstieg in die dritte Liga und spielt damit in der Saison 2024/25 erstmals seit 21 Jahren wieder in dieser dritthöchsten Spielklasse.

## Erfolge
- Meister Football League Third Division: 1976/77
- Meister Football League Fourth Division: 1974/75
- Meister Conference National: 2012/13
- Football League Trophy: 1986/87